# Jersey Shore (Pensilvania)
Jersey Shore es un borough ubicado en el condado de Lycoming en el estado estadounidense de Pensilvania. En el año 2000 tenía una población de 4,482 habitantes y una densidad poblacional de 1,411.2 personas por km².

## Geografía
Jersey Shore se encuentra ubicado en las coordenadas 41°14′25″N 76°43′29″O / 41.24028, -76.72472

## Demografía
Según la Oficina del Censo en 2000 los ingresos medios por hogar en la localidad eran de $30,594 y los ingresos medios por familia eran $39,261. Los hombres tenían unos ingresos medios de $27,045 frente a los $18,220 para las mujeres. La renta per cápita para la localidad era de $15,343. Alrededor del 9% de la población estaba por debajo del umbral de pobreza.